# El Pinar de El Hierro
El Pinar de El Hierro település Spanyolországban, Santa Cruz de Tenerife tartományban. El Pinar de El Hierro Valverde és La Frontera községekkel határos. Lakosainak száma 2010 fő (2024).

## Népesség
A település népessége az elmúlt években az alábbi módon változott:
| Lakosok száma | 1874 | 1801 | 1854 | 1873 | 1791 | 1776 | 1870 | 1894 | 1971 | 2010 |
|               | 2008 | 2010 | 2012 | 2013 | 2015 | 2017 | 2019 | 2020 | 2022 | 2024 |